# Claudia Schmied
Pour les articles homonymes, voir Schmied.
Claudia Schmied,  née le 10 mai 1959 à Vienne, est une femme politique autrichienne, membre du Parti social-démocrate d'Autriche (SPÖ).

## Biographie

### Vie politique
Elle est ministre fédérale de l'Enseignement, des Arts et de la Culture entre le 11 janvier 2007 et le 16 décembre 2013, dans les grandes coalitions d'Alfred Gusenbauer et Werner Faymann.